# Halloween zabija
Halloween zabija (ang. Halloween Kills) – amerykański slasher z 2021 roku w reżyserii Davida Gordona Greena. Film jest kontynuacją Halloween z 2018 roku i dwunastą częścią serii Halloween. W rolach głównych Jamie Lee Curtis i James Jude Courtney, którzy ponownie wcielają się w Laurie Strode i Michaela Myersa. Judy Greer, Andi Matichak i Will Patton również wcielają się w swoje role z poprzedniego filmu, a do obsady dołączyli Anthony Michael Hall i Thomas Mann. W filmie, który zaczyna się tam, gdzie zakończył się poprzedni, Strode i jej rodzina kontynuują odpieranie Myersa, tym razem z pomocą społeczności Haddonfield.

## Obsada
- Jamie Lee Curtis – Laurie Strode
- Judy Greer – Karen Nelson.
- Andi Matichak – Allyson Nelson
- Will Patton – zastępca szeryfa Frank Hawkins
  - Thomas Mann – młody Frank Hawkins
- Jacob Keohane – zastępca Tobias
- Anthony Michael Hall –Tommy Doyle
- Robert Longstreet – Lonnie Elam
  - Tristian Eggerling – młody Lonnie Elam
- Dylan Arnold – Cameron Elam
- Charles Cyphers – Leigh Brackett
- Kyle Richards – Lindsey Wallace
- Nancy Stephens – Marion Chambers
- James Jude Courtney i Nick Castle – Michael Myers
  - Airon Armstrong – 21-letni Michael Myers
  - Christian Michael Pates – 6-letni Michael Myers

- Carmela McNeal – Vanessa
- Michael Smallwood – Marcus
- Omar Dorsey – szeryf Barker
- Jim Cummings – Pete McCabe
- Scott MacArthur – Big John
- Michael McDonald – Little John
- Ross Bacon – Lance Tovoli
- Brian F. Durkin – zastępca szeryfa Graham
- Lenny Clarke – Phil
- Diva Tyler – Sondra
- Levesque Triplets – trojaczki śpiewające w barze
- Mike Dupree – śpiewający brzuchomówca
- Elaine Nalee – pomocna sąsiadka
- Tom Jones Jr. – dr Samuel Loomis
- Colin Mahan – dr Samuel Loomis (głos)

Źródło:

## Premiera
Premiera Halloween zabija odbyła się na 78. MFF w Wenecji 8 września 2021 roku. Film miał pierwotnie wejść do kin 16 października 2020 roku, ale w lipcu 2020 roku, z powodu pandemii COVID-19, został przesunięty na 15 października 2021 roku. 9 września 2021 roku ogłoszono, że oprócz ukazania się w kinach film będzie również dostępny za opłatą na serwisie streamingowym Peacock przez 60 dni. 18 marca 2022 roku film, wraz z wersją rozszerzoną, został udostępniony w HBO Max.

## Odbiór
Halloween zabija zarobiło 92 miliony dolarów w Stanach Zjednoczonych i Kanadzie oraz 39,6 milionów dolarów na innych terytoriach, co dało 131,6 miliona dolarów brutto na całym świecie.